# 라이어 애쉬케나지

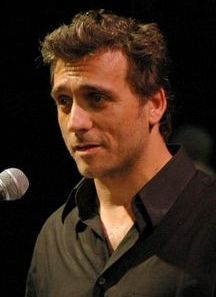

리오르 아슈케나지(1968년 12월 28일 ~ 히브리어 발음: [liˈ(ʔ)oʁ], 히브리어: ליאור אשכנזי)는 이스라엘의 배우, 텔레비전 진행자이다.
라마트간에서 태어났다.

## 영화
- 마이 조이 (2018년)
- 엔테베 작전 (2018년) - 이츠하크 라빈 총리 역
- 쉘터 (2017년)
- 폭스트롯 (2017년)
- 오펜하이머 스트레트지 (2017년)
- 노만: 어느 뉴요커의 신분상승과 몰락 (2016년)
- 더 원더러스 (2016년)
- 컵케익스 (2013년)
- 더 던 (2013년)
- 늑대들 (2013년) - 미키 역
- 요시 (2012년) - 모티 역
- 꼬장꼬장 슈콜닉 교수의 남모를 비밀 (2011년) - 우리엘 슈콜닉 역
- 칼레벗 - 레이비즈 (2010년) - 대니 역
- 헬로우 굿바이 (2008년)
- 솔트 오브 디 어스 (2006년)
- 거품 (2006년) - 본인 역
- 워크 온 워터 (2004년)
- 기프트 프럼 어버브 (2003년)
- 마녀 시마 바크닌 (2003년)
- 늦은 결혼 (2001년)